# DeRay Mckesson
DeRay Mckesson (Baltimore, 9 de juliol de 1985) és un activista i mestre estatunidenc. McKesson és membre del moviment Black Lives Matter i és conegut pel seu activisme a través dels mitjans de comunicació socials com Twitter i Instagram. Ha participat activament en les protestes de Ferguson i Baltimore. McKesson també ha escrit als diaris The Huffington Post i The Guardian. Juntament amb Johnetta Elzie, Bretanya Packnett i Samuel Sinyangwe, McKesson va llançar campanya Zero, una plataforma política per posar fi a la violència policial.
El 3 de febrer de 2016 McKesson va anunciar la seva candidatura a les eleccions de l'alcaldia de Baltimore. Va quedar sisè en les primàries del Partit Demòcrata el 26 d'abril.